# STS-87
إس تي إس-87 (بالإنجليزية: STS-87)‏ الرحلة الثامنة والثمانون ضمن برنامج مكوك الفضاء لوكالة ناسا، والرحلة الرابعة والعشرون على متن مكوك الفضاء كولومبيا، انطلقت الرحلة في 19 نوفمبر 1997 من مركز كينيدي للفضاء ، وهبطت بتاريخ 5 ديسمبر في مركز كينيدي للفضاء أيضاً، بعد خمسة عشر يوماً وستة عشر ساعة مكثتها الرحلة في الفضاء، تم خلال الرحلة إجراء عدة تجارب من خلال السير في الفضاء، بلغ عدد الرواد المشاركين في الرحلة ستة رواد من بينهم رائد ياباني ورائد هندي وآخر أوكراني وثلاثة رواد أمريكان وفي هذه الرحلة قام الياباني تاكاو دوي بالسير في الفضاء كأول رائد ياباني يقوم بذلك.